# 백로선생
《백로선생》은 1984년 2월 11일에 방영된 TV문학관이다.

## 줄거리
일제 말기 도쿄의 사립대학에서 프랑스 문학을 전공한 예술지상주의자 신병준(백준기)은 학병 기피, 불온사상 소유자라는 혐의로 수배되자 치악산으로 피신한다. 그는 그곳에서 백로선생(박병호)을 만나 백로선생의 인도로 근처 한 동굴에서 다른 두 남자를 만난다. 그들은 기독교인인 윤창순(양재성)과 마르크스주의자 민경호(정운용)이다. 어두운 시대에 만난 이들 세 사람은 서로 이념이 달라 갈등을 빚기 시작하는데...

## 출연
- 박병호
- 정운용
- 양재성
- 백준기
- 선우은숙
- 최주봉
- 김종구
- 공경구
- 이주실
- 이종우
- 이길재
- 이두섭
- 구우룡
- 이상호
- 임찬호
- 오기환
- 채수영
- 최건호